# Namie amuro PLAY tour 2007
『namie amuro PLAY tour 2007』（ナミエ・アムロ・プレイ・ツアー・ツーサウザンドセブン）は、安室奈美恵が8枚目のアルバム『PLAY』を引っ提げて行ったライブツアー。及び沖縄公演の模様を収録した映像作品。

## 解説
前作『namie amuro BEST tour “Live Style 2006”』以来、1年ぶりのリリース。本作は2007年8月から2008年2月まで半年間にわたり、安室の最多公演数となるホール全65本・計14万5千人動員の日本縦断ロングツアーから2007年10月30日の東京国際フォーラム公演の模様を収録している。
収録曲は『PLAY』の収録曲を中心に新旧のヒット曲を織り交ぜた内容となっており、m-floのアルバム『COSMICOLOR』に収録されたコラボナンバー「Luvotomy」のソロバージョンも収録。3曲目の「It's all about you」では8年ぶりにKABA.ちゃんが振付を担当した。さらに『PLAY』のDVD特典映像として収録され、自身初の声優に挑戦した『The World of GOLDEN EGGS』とのコラボ・キャラ“安邑（アムラ）”の新ネタムーヴィーも収録。

## 備考
未収録ではあるが、「RESPECT the POWER OF LOVE」「SWEET 19 BLUES」「Don't wanna cry」が会場によってランダムで披露されていた。11月中旬の公演から「White Light」に変更して披露された。
“PLAY MORE!!”と題した追加公演では「60s 70s 80s」（2008年3月12日）から新曲3曲を初披露した。それに伴い、上記サプライズ曲はカットされた。
2008年4月には台湾（台北アリーナ）で4年ぶりのアジア公演を開催した。

## 収録曲
| 01 | Hide & Seek                            |
| 02 | Full Moon                              |
| 03 | It's all about you                     |
| 04 | butterfly                              |
| 05 | DARLING                                |
| 06 | Come                                   |
| 07 | Luvotomy                               |
| 08 | Should I Love Him?                     |
| 09 | GIRL TALK                              |
| 10 | FUNKY TOWN                             |
| 11 | Hello                                  |
| 12 | 人魚                                   |
| 13 | Baby Don't Cry                         |
| 14 | Step With It                           |
| 15 | Chase the Chance                       |
| 16 | The World of GOLDEN EGGS SPECIAL MOVIE |
| 17 | CAN'T SLEEP, CAN'T EAT, I'M SICK       |
| 18 | WANT ME, WANT ME                       |
| 19 | Violet Sauce (Spicy)                   |
| 20 | Top Secret                             |
| 21 | Pink Key                               |
| 22 | CAN YOU CELEBRATE?                     |
| 23 | Say the word (Breez House mix)         |

## ツアー日程
| 公演数                                       | 開催日         | 会場                                     |
| -------------------------------------------- | -------------- | ---------------------------------------- |
| 01                                           | 2007年8月18日  | 市原市市民会館（千葉）                   |
| 02                                           | 2007年8月19日  | 大宮ソニックシティ（埼玉）               |
| 03                                           | 2007年8月22日  | グリーンホール相模大野（神奈川）         |
| 04                                           | 2007年8月24日  | 富士市文化会館ロゼシアター（静岡）       |
| 05                                           | 2007年8月26日  | 豊橋勤労福祉会館（愛知）                 |
| 06                                           | 2007年8月28日  | 川口総合文化センター・川口リリア（埼玉） |
| 07                                           | 2007年9月1日   | 北海道厚生年金会館                       |
| 08                                           | 2007年9月2日   | 北海道厚生年金会館                       |
| 09                                           | 2007年9月6日   | 神奈川県民ホール                         |
| 10                                           | 2007年9月7日   | 神奈川県民ホール                         |
| 11                                           | 2007年9月9日   | 市川市文化会館（千葉）                   |
| 12                                           | 2007年9月13日  | 熊本市民会館                             |
| 13                                           | 2007年9月15日  | 鹿児島市民文化ホール                     |
| 14                                           | 2007年9月16日  | 宮崎市民文化ホール                       |
| 15                                           | 2007年9月21日  | 宇都宮市文化会館（栃木）                 |
| 16                                           | 2007年9月23日  | 石川厚生年金会館                         |
| 17                                           | 2007年9月24日  | 石川厚生年金会館                         |
| 18                                           | 2007年9月28日  | 松山市民会館（愛媛）                     |
| 19                                           | 2007年9月29日  | 香川県県民ホール                         |
| 20                                           | 2007年10月1日  | 神戸国際会館（兵庫）                     |
| 21                                           | 2007年10月2日  | 神戸国際会館（兵庫）                     |
| 22                                           | 2007年10月7日  | 広島厚生年金会館                         |
| 23                                           | 2007年10月8日  | 広島厚生年金会館                         |
| 24                                           | 2007年10月13日 | 鳥取県立県民文化会館                     |
| 25                                           | 2007年10月14日 | 倉敷市民会館（岡山）                     |
| 26                                           | 2007年10月19日 | 群馬県民会館                             |
| 27                                           | 2007年10月21日 | 長野県松本文化会館                       |
| 28                                           | 2007年10月24日 | iichikoグランシアタ（大分）              |
| 29                                           | 2007年10月26日 | 福岡サンパレス                           |
| 30                                           | 2007年10月27日 | 福岡サンパレス                           |
| 31                                           | 2007年10月30日 | 東京国際フォーラム                       |
| 32                                           | 2007年10月31日 | 東京国際フォーラム                       |
| 33                                           | 2007年11月2日  | 守山市民ホール（滋賀）                   |
| 34                                           | 2007年11月5日  | 府中の森芸術劇場（東京）                 |
| 35                                           | 2007年11月10日 | 三重県文化会館                           |
| 36                                           | 2007年11月11日 | 長良川国際会議場（岐阜）                 |
| 37                                           | 2007年11月16日 | 青森市文化会館                           |
| 38                                           | 2007年11月17日 | 秋田県民会館                             |
| 39                                           | 2007年11月20日 | 盛岡市民文化ホール（岩手）               |
| 40                                           | 2007年11月22日 | 福島県文化センター                       |
| 41                                           | 2007年11月24日 | 仙台サンプラザホール（宮城）             |
| 42                                           | 2007年11月25日 | 仙台サンプラザホール（宮城）             |
| 43                                           | 2007年11月29日 | よこすか芸術劇場（神奈川）               |
| 44                                           | 2007年12月1日  | 京都会館                                 |
| 45                                           | 2007年12月2日  | 京都会館                                 |
| 46                                           | 2007年12月8日  | 新潟県民会館                             |
| 47                                           | 2007年12月9日  | 新潟県民会館                             |
| 48                                           | 2007年12月12日 | 名古屋市民会館（愛知）                   |
| 49                                           | 2007年12月13日 | 名古屋市民会館（愛知）                   |
| 50                                           | 2007年12月15日 | グランキューブ大阪                       |
| 51                                           | 2007年12月16日 | グランキューブ大阪                       |
| 52                                           | 2007年12月24日 | 沖縄コンベンションセンター               |
| 53                                           | 2007年12月25日 | 沖縄コンベンションセンター               |
| 追加公演 - namie amuro tour PLAY MORE        |                |                                          |
| 54                                           | 2008年1月26日  | 名古屋センチュリーホール（愛知）         |
| 55                                           | 2008年1月27日  | 名古屋センチュリーホール（愛知）         |
| 56                                           | 2008年2月1日   | 東京国際フォーラム                       |
| 57                                           | 2008年2月2日   | 東京国際フォーラム                       |
| 58                                           | 2008年2月9日   | 大阪厚生年金会館                         |
| 59                                           | 2008年2月10日  | 大阪厚生年金会館                         |
| 60                                           | 2008年2月17日  | 長崎ブリックホール                       |
| 61                                           | 2008年2月18日  | 福岡サンパレス                           |
| 62                                           | 2008年2月20日  | グランキューブ大阪                       |
| 63                                           | 2008年2月21日  | グランキューブ大阪                       |
| 64                                           | 2008年2月26日  | 神奈川県民ホール                         |
| 65                                           | 2008年2月27日  | 神奈川県民ホール                         |
| 海外公演 - namie amuro PLAY MORE!! in Taipei |                |                                          |
| 66                                           | 2008年4月12日  | 台北アリーナ（台湾）                     |
| 67                                           | 2008年4月13日  | 台北アリーナ（台湾）                     |

## 参加ミュージシャン
- 安室奈美恵：Vocal

バンドメンバー
- 本田毅：Guitar
- 加藤伸也：Keyboards
- TOKIE：Bass
- 倉内充：Drums
- 村上彰久：Manipulator